# 녹정기 (영화)
녹정기(鹿鼎記, Royal Tramp)는 홍콩에서 제작된 왕정 감독의 1992년 영화이다. 주성치 등이 주연으로 출연하였고 소약원 등이 제작에 참여하였다.

## 출연

### 주연
- 주성치
- 임청하
- 장민
- 이가흔

### 조연
- 오맹달
- 종진도
- 진백상
- 진패
- 유송인
- 오군여
- 구숙정
- 원결영
- 서금강
- 원자오룬
- 유강
- 진덕용
- 이가정
- 설춘위

## 제작진
- 의상: 해중문
- 연출: 정소동
- 무술연출: 정소동